# Tsybin RSR
Il Tsybin RSR (in cirillico Цыбин PCP) era il progetto di un aereo da ricognizione ad altissime prestazioni sviluppato in Unione Sovietica dall'OKB-256 di Pavel Vladimirovič Cybin nella seconda metà degli anni cinquanta. Lo sviluppo venne interrotto nel 1959, a favore dello Tsybin R-020.

## Storia

### Sviluppo
La specifica per un ricognitore ad altissime prestazioni in grado di decollare in modo convenzionale venne emessa il 31 agosto 1956, in seguito alle limitazioni riscontrate sul progetto del Tsybin 2RS. Il progetto preliminare del nuovo velivolo risale al 26 giugno 1957. Contemporaneamente al nuovo aereo, venne portato avanti anche il progetto di una versione semplificata, equipaggiata con un sistema propulsivo collaudato e da utilizzare sperimentalmente come banco prova volante per l'RSR. Tale versione prese il nome di Tsybin NM-1, e fu l'unica della serie ad essere portata effettivamente in volo. In seguito alle valutazioni condotte sull'NM-1, il progetto originale venne modificato: il risultato fu, appunto, l'R-020.
Il progettista fiumano Roberto Oros di Bartini ne progettò anche una versione idro, che prese il nome di Bartini RGSR. Anche questa rimase sulla carta.

## Descrizione tecnica
L'RSR derivava direttamente dal 2RS, tanto che le dimensioni generali erano piuttosto simili. I due aerei erano tuttavia molto diversi, soprattutto per il fatto che il 2RS era stato progettato per decollare da un aereo-madre, mentre l'RSR poteva operare da normali aeroporti.
Una delle scelte progettuali che vennero prese all'inizio dello sviluppo dell'RSR fu di rendere il velivolo più leggero possibile. Per questa ragione, venne previsto l'utilizzo di leghe in alluminio-berillio, invece che di acciaio e titanio.
Un'importante differenza rispetto al precedente 2RS era l'impianto propulsivo. Infatti, l'RSR avrebbe dovuto essere spinto da due turbogetti Solov'yov D-21 a basso rapporto di diluizione (in dettaglio 0,6), che durante la fase di crociera avevano delle prestazioni paragonabili a quelle di statoreattori. Le dimensioni dei due propulsori, sistemati all'estremità delle ali, erano notevoli: infatti, raggiungevano il diametro di 1,23 metri, con una massa a secco di 900 kg.
Un'altra importante differenza era il carrello di atterraggio. Questo infatti era rinforzato, rendendo possibile effettuare decolli ed atterraggi su "normali" piste terrestri. Per il decollo erano necessari 1.200 metri di pista, per l'atterraggio 1.350. Quest'ultimo avveniva alla velocità di 220 km/h. L'unità principale del carrello era situata sotto alla cabina di pilotaggio ed aveva due ruote, mentre le due unità ausiliarie erano sistemate sotto le gondole dei motori nella misura di una per ogni propulsore. Questi ultimi avevano una sola ruota. Tutte le unità erano retrattili, e collegate ad un sistema idraulico.
L'RSR poteva trasportare 12.000 kg di carburante. 7.600 di questi erano sistemati in serbatoi interni, situati dietro alla cabina e dietro alle ali, mentre i restanti 4.400 kg erano in due affilati contenitori esterni di 65 centimetri di diametro. Un sistema automatico di regolazione pompava il carburante in modo da mantenere il centro di gravità al 25% nella fase di decollo, al 45% durante il volo ed al 26,4% nelle fasi di atterraggio.
La fase di atterraggio era supportata da un paracadute di arresto, sistemato in un cono situato a coda.
La dotazione di missione, sistemata al centro della fusoliera, prevedeva diverse fotocamere. Nel dettaglio si trattava di due AFA 200, oltre ad una AFA-1000 o AFA-1800, per un peso complessivo di 1.850 kg. Le dotazioni di bordo comprendevano inoltre visori ottici, radar panoramico, autopilota, un sistema di navigazione astro-inerziale con giroscopio verticale, radar warning receiver ed ECM attive e passive.